# Élisée Reclus
Jean Jaques Élisée Reclus (Sainte-Foy-la-Grande (Gironde), 1830. március 15. – Thourout (Nyugat-Flandria), 1905. július 4.) francia geográfus, anarchista gondolkodó.

## Életútja
Az apja lelkész volt, de jó nevelésben részesítette és a középiskolák befejezésével francia és német egyetemen folytatta tanulmányait. Montaubanban az ottani protestáns egyetemen tanult, azután Berlinben a híres Carl Ritter geográfus vezetése alatt tökéletesítette magát a földrajzi tudományokban, s miután az 1851. évi államcsíny miatt Franciaországot ott kellett hagynia, először Angliába és Írországba, azután Észak- és Közép-Amerikába utazott, végül Kolumbiába, ahol több évet töltött. Mikor hazajött, utazásának eredményeképp közzétette legnevezetesebb földrajzi műveit. 
1858-tól 1871-ig Párizsban élt, ekkor csatlakozott a munkásmozgalomhoz és belépett az Internacionále-be. A kommün alatt Elie fivérével bátor harcos volt, ezenkívül a Cri du Peuple-t szerkesztette. 1871. április 5-én elfogták és november 15-én száműzetésre ítélték és egy ideig Luganóban és Genfben élt. Elítéltetése óriási felháborodást keltett nemcsak a proletárságban, hanem a tudomány és irodalom burzsoá művelői között is, akik nagyarányú mozgalmat indítottak érdekében. Élükön Charles Darwin állott. A mozgalom eredményes volt, mert már 1872 február havában a deportációt száműzetésre változtatták. Reclus ekkor külföldre ment és az 1879-es amnesztia dacára is majdnem mindig külföldön maradt. Olaszországban, Svájcban, Angliában élt, majd ismét hosszas utazást tett Amerikában és a Keleten. Ezen utazások hatása alatt írta leghatalmasabb művét, az Általános Földrajzot, mely 19 kötetből áll. Főműve a „La terre“ (1867—68) című nagyszerű fizikai földrajz, mely a földgömbnek és életjelenségeinek leírását foglalja magában, s melyet magyarul a Királyi Magyar Természettudományi Társulat adott ki Föld (Budapest, 1879) cím alatt. E főműhöz csatlakoznak Les phenomenes terrestres, les mers et les meteores (1873) és Nouvelle geographie universelle (1876). 
1873-ban Magyarországot és Erdélyt is beutazta. 1893-ban a brüsszeli szabad szocialista egyetem tanára lett. 1881-ben a Magyar Tudományos Akadémia kültagjául választotta. 
Mint földrajzíró utolérhetetlen volt, mint szociológus is a legkiválóbb művekkel gazdagította az emberiséget. Az evolúció, A revolució és Az anarkista eszmében fektette le rendszerét, melyben az egyéni szabadság és az egyéniségek fejlesztése, az állam, a törvény és a tekintély tagadása volt az alapgondolat. Közel áll így Kropotkinhoz, akihez, valamint Bakunyinhoz benső barátság fűzte. 
Mindamellett 1905. július 4-én bekövetkezett halála óriási csapást jelentett a haladás és a forradalom híveire.

## Művei
- Guide du voyageur à Londres et aux environs (Paris, 1860)
- Voyage á la Sierra Nevada de Sainte Marthe (Paris, 1861)
- Les villes d'hiver de la Méditerranée et les Alpes Maritimes (1864)
- Nouvelle Géographie Universelle (19 kötetes leíró földrajz)
- La terre (1867-68)
- Histoire d'un ruisseau (1869)
- Les phenomenes terrestres, les mers et les meteores (1873)
- Nouvelle geographie universelle (1876)
- L'homme et la terre (Paris, 1905)

### Magyarul a Természettudományi Társulat kiadásában megjelentek
- A föld. A földgömb életjelenségeinek leírása (2 kötet, a Nouvelle Géographie bevezető része, Budapest 1879—80., ford. Király Pál és Révész Samu)
- A hegyek története (Budapest, 1881., ford. Geöcze Sarolta)
- A patak élete (Budapest, 1894, ford. Heutaller Elma)

### Egyéb
- Az anarchia; Wellesz Ny., Budapest, 1902 k.
- Az anarchia; 2. jav. kiad.; Társ. Forradalom Kiadó, Budapest, 1911
- Az anarkia; 3. bőv. kiad.; s.n., Budapest, 1919
- A patak élete; ford. Hentaller Elma; Argo Navis, Budapest, 2023